# Asura bougainvillicola
Asura bougainvillicola là một loài bướm đêm thuộc phân họ Arctiinae, họ Erebidae.